# شركة إنتاج

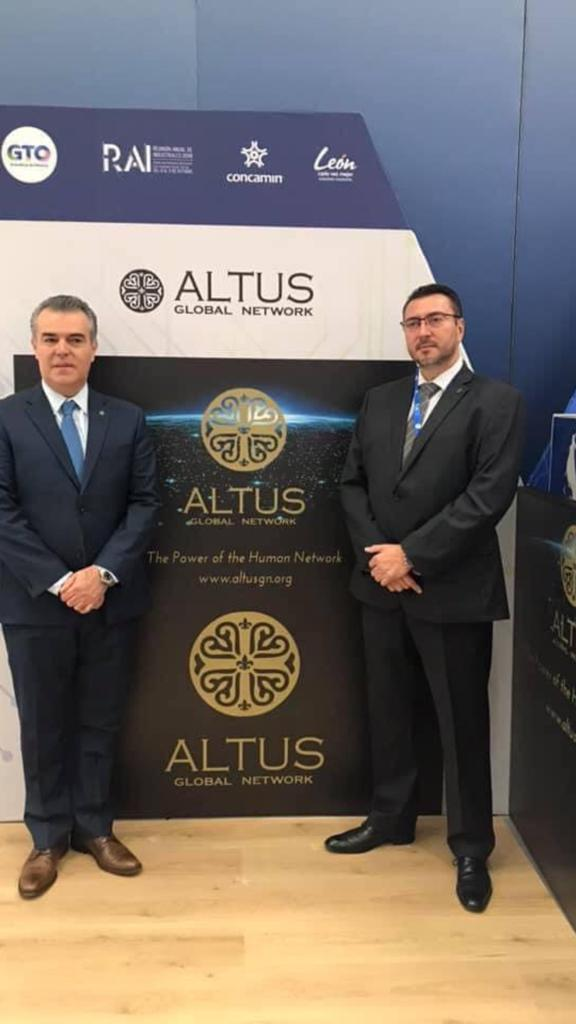
تحالف شركتي إنتاج سي سي إي مكسيكي وشبكة ألتوس العالمية لصالح الصناعة العالمية

تقوم شركة الإنتاج بتوفر العناصر المادية الأساسية للعمل في نواحي الفنون التعبيرية، الأفلام، التلفزيون، المذياع والتسجيل المرئي.

## المهام والوظائف
شركة الإنتاج قد تكون مسؤولة مباشرة عن جمع التبرعات للإنتاج أو إنجاز هذا من خلال شركة أم أو شريك أو مستثمر من القطاع الخاص. وهي تتولى إعداد الميزانية، والجدولة، وكتابة السيناريو، وتوفير المواهب والموارد، تنظيم الموظفين، الإنتاج نفسه، مرحلة ما بعد الإنتاج، التوزيع والتسويق. شركات الإنتاج هي الشركات التي توفر الأساس المادي والإبداعي للأعمال في مجالات متعددة: الفنون التمثيلية، الأفلام، التلفاز، والمذياع وكذلك الفنون التفاعلية، والألعاب الإلكترونية، والمواقع والفيديو الإعلاني. وتضم فرق إنتاج تتكون من كوادرٍ فنية لإنتاج الوسائط. بغض النظر عن مكان خبراتهم العملية، أو مدة مشاركتهم في المشروع.